# Општина Армашешти (Јаломица)
Армашешти (рум. Armăşeşti) општина је у Румунији у округу Јаломица.
Oпштина се налази на надморској висини од 63 m.